# Просеник
Про́сеник (болг. Просеник) — село в Бургаській області Болгарії. Входить до складу общини Руєн.

## Населення
За даними перепису населення 2011 року у селі проживали 1459 осіб.
Національний склад населення села:
| Національність   | Кількість осіб | Відсоток |
| ---------------- | -------------- | -------- |
| турки            | 868            | 59,5%    |
| болгари          | 524            | 35,9%    |
| цигани           | 57             | 3,9%     |
| інша             | 3              | 0,2%     |
| не визначились   | 6              | 0,4%     |
| Всього відповіли | 1458           |          |

Розподіл населення за віком у 2011 році:
Динаміка населення: